# 南侨中学
南侨中学（英語：Nan Chiau High School，簡稱為NCHS），通稱南中，是新加坡的一所混合教育中学，是新加坡福建会馆的附属学校之一。该校成立于1947年，曾是新加坡的传统南洋华校之一。该校目前在特别辅助计划（SAP）下培养精通双语和双文化的学生。
南侨中学至今培育了三名总统奖学金得主，学校也因文化教学的灵活性得到新加坡华人社群的高度评价。该校现为新加坡领先的资讯科技学府之一，也是北区的华文语文卓越中心，同时是新加坡全国中学生华文创作比赛（简称“新蕾奖”）的联合主办方之一。

## 历史
|  | 南岛办学兴邦国、侨贤创业建家园 -- 陈嘉庚先生，于1941年3月8日，南侨师范学校开幕典礼题字 |

### 南侨师范学校（1941年-1947年）
南侨中学的前身为南侨师范学校，于1941年由社会企业家、慈善家陈嘉庚先生设立，在里峇峇利的金炎路一带授课，校地及校舍由李光前先生捐献。校名“南侨”取之于“南洋华侨”之意。1942年初期，校舍成为了星华义勇军抵抗日军进攻的总部及训练基地。

### 南侨女子中学校（1947年-1984年）
1947年，福建会馆将南侨师范学校改办为南侨女子中学，并附设小学部。首任校长为杨振礼先生。直至1960年代，南侨女中已成为新加坡顶尖的华文中学（即华校）之一。1965年，福建会馆斥资200万元重建南侨女中。中学部迁至基里马路临时校舍上课，小学部则留在拆迁中的原址上课。新校舍于1969年3月8日由时任教育部长王邦文先生主持开幕，并于该年底全面完工。南侨中学也于1960至1970年代期间开办两年制的大学先修班，为优秀学生提供新加坡-剑桥普通教育证书高级水准（简称“A水准”）课程，毕业生学术表现优异。1974年，中学部有48班，小学部24班，学生总数为2692人。这是南侨史上班数与人数最多的一年。为此，福建会馆于1976年再耗资30万元将校舍增建至五层楼建筑，以应付学生需求。
1978年，南桥女子中学原被纳入新加坡教育部特别辅助计划的12所学校名单内（即：华侨中学、南侨女子中学、德明政府中学、立化中学、南洋女中、海星女中、黄埔政府中学、华义中学，公教中学、圣尼各拉女校和圣公会中学），但签于学生质量的考量，教育部在最终审理时只保留九所，九校的名单加了中正中学（总校）。南侨女中、海星女中、黄埔政府中学和华义中学则落榜。1980年代初，全国学校语文源流划一，未获得特选中学身份的南侨女子中学与新加坡所有的学校均改以英文为第一语文，母语为第二语文，原来开办的高中部和大学先修班也被迫停办。1984年，南侨女子中学中学部开始招收男生，学府易名为“南侨中学”。

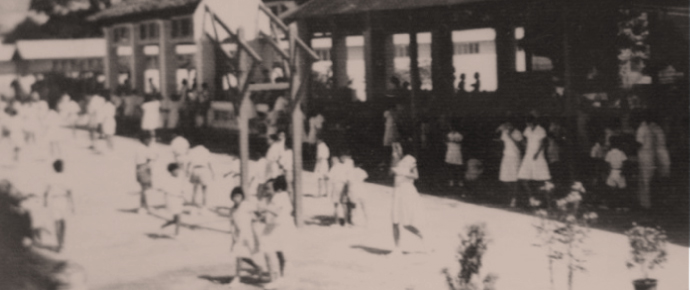
1947年南侨女中金炎路校舍，1947年摄。
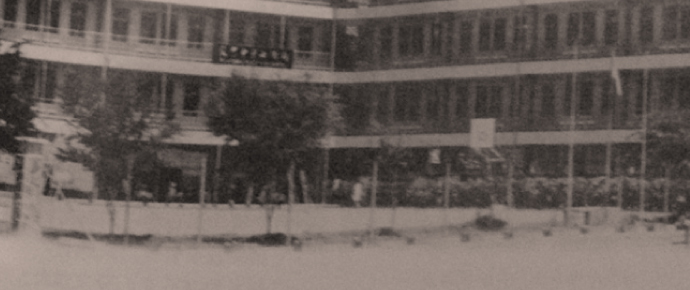
1965年南侨女中位于基里马路的临时校舍。
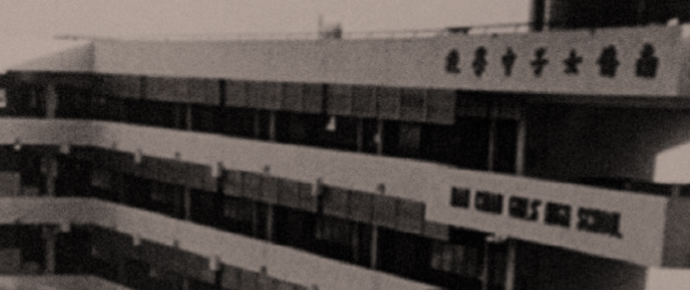
1969年竣工的南侨女中金炎路校舍，1969年摄。
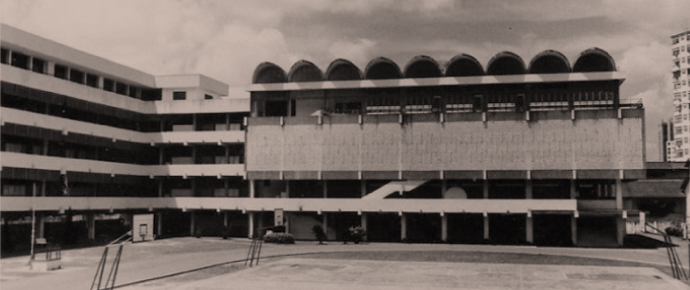
南侨女中金炎路校舍礼堂外观，1976年摄。

### 迁校与成为特选中学
1990年代，随着市区人口的迁移，南侨中学学生人数锐减。学校面临关闭厄境。南中最终于2000年与新加坡土地局达成协议之后，迁至盛港新镇，即现址安谷通道20号，并分为南侨中学及南侨小学两校。南桥小学迁至临近的安谷通道50号校舍。同年，南中在教育部公布的1999年中学排名榜上名列高增值中学特別、快捷课程榜首。
迁校后的第一批快捷源流学生于2004年参加新加坡剑桥普通教育证书（普通水准）会考。2010年10月，时任教育部长黄永宏医生宣布南中从2012年起，成为新加坡第11所特选中学，并改为开办特别源流特选课程。这一消息是受到了数以千计的校友和教育工作者的欢迎，认为学校终于可以更直接地履行保留和传承华文传统文化的使命。

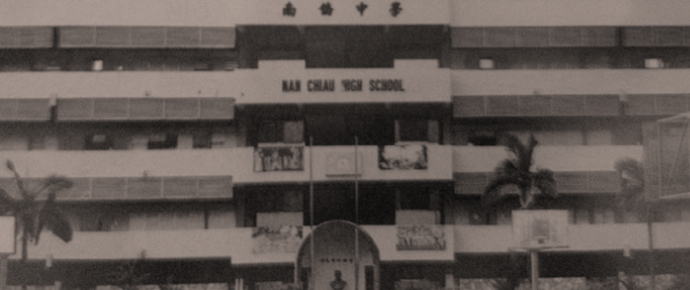
1990年代的南侨中学，1990年摄。
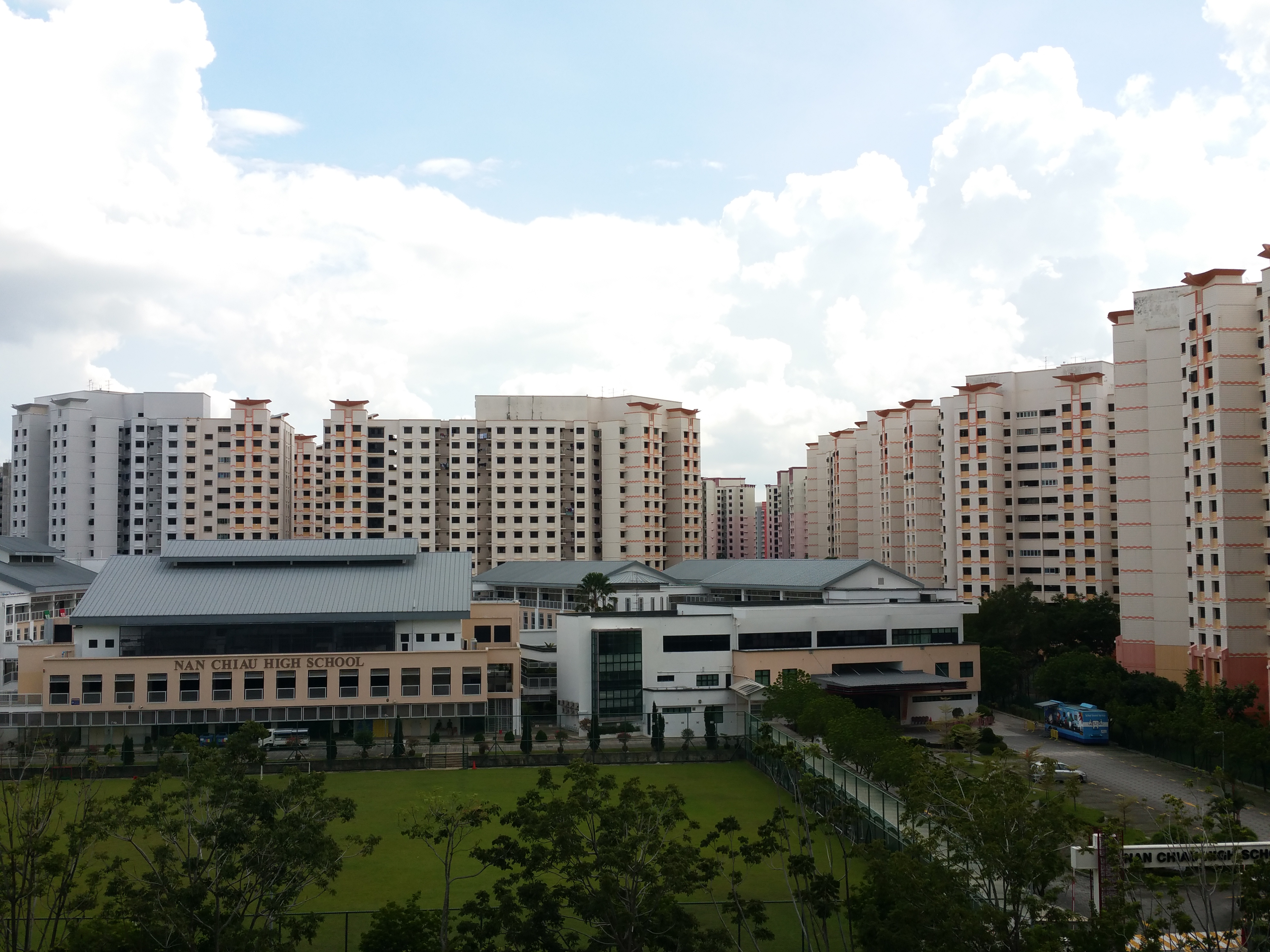
南侨中学校园，2015年摄。

南中于2018年1月参与新加坡教育部的试点计划，成为率先启用教育部与政府科技局（GovTech）联合开发的共通网络学习平台“新加坡学生学习平台”（简称SLS）的62所学府之一。该平台专注于提升学生自导学习能力，并能根据个别学生的需要协助教师编排更具互动性的授课内容。

### 获选开办语文特选课程
2019年5月28日，时任教育部长王乙康宣布南中为2020年增办华文语文特选课程（C-LEP，简称语特）的九所学府之一。原为高中开办的语特，旨在培养精通双语的人才，于1990年首于华中初级学院开办。这是教育部首次将广受认可的语特课程扩大至中学阶段，以更早地培养学生对母语与文学的热爱，提升学生的鉴赏能力与文学素养。

## 历任校长
| 中文姓名   | 英文姓名          | 就职年份      |
| ---------- | ----------------- | ------------- |
| 杨振礼先生 | Mr Yang Zhen Li   | 1947年–1950年 |
| 邱仁端女士 | Mdm Qiu Rentuan   | 1951年–1960年 |
| 林芳兰女士 | Mdm Lin Fanglan   | 1961年–1968年 |
| 高亚思女士 | Mdm Kau Ah Suo    | 1969年–1988年 |
| 苏伟哲先生 | Mr Su Wei Cher    | 1989年–1997年 |
| 黄利发先生 | Mr Ng Lee Huat    | 1998年–2004年 |
| 杨昱贤先生 | Mr Yeo Kuerk Heng | 2004年        |
| 王建春先生 | Mr Ong Kian Choon | 2004年–2010年 |
| 陈毅刚先生 | Mr Tan Yee Kan    | 2011年–2018年 |
| 萧芳辉女士 | Ms Siau Fong Fui  | 2018年–2023年 |
| 吕佳伦女士 | Mdm Ler Jia Luen  | 2023年 - 至今 |

## 特色

### 校训
南侨中学的校训为“誠、毅”，即以诚待人、以毅处事。
此校训源于创始人陈嘉庚先生的人生观，并被使用于所有新加坡福建会馆属校，及中国大陆境内由陈嘉庚先生创立的学府（集美大学、厦门大学、集美中学等）。

### 校徽
南侨中学的校徽由三个环环相扣的圆环组成，代表学生生理上、心理上、道德素质上的成长，也代表着南中力求卓越的教育精神。圆环的红色揭示着明亮与美好未来（由徽内的金色衬托）的追求。三个圆环所隐约形成的心形代表着南侨对于学生的关照与以人为本的学校体制。

### 校歌
南侨中学保留着华语校歌。与曾是南侨附属小学的南侨小学，使用的是一样的校歌。

### 校服
南侨中学的校服与其传统华校的历史息息相关。起初，学生均穿全白传统华校校服，但由于容易弄脏有损校风，校方于1990年代及2000年搬迁时先后修改了校服设计至当前设计。目前，男生均穿戴有繁体校名“南僑”的白色衬衫（时刻须把衣角掖好），初中生穿深蓝色短裤，高中生则穿深蓝色长裤。女生则穿戴有繁体校名“南僑”的女式衬衫，配上深蓝色校裙。在周会及正式场合上，所有学生都会打上深红色的领带。

### 纪律
南侨中学以严格纪律闻名，对于学生不得体的表现持着零容忍的态度。该校纪律的严谨曾于2004年成为全国话题。
该校对于学生的守时纪律也十分讲究。学生课时不得迟于早上7点23分报到，否则将直接列为迟到记过。校方也均严正看待所有正式和非正式课堂的守时纪律。屡次迟到者将不被允许上当天的所有正课。学生的守时问题也将直接影响其每学段的品行评估。

## 学术课程

### O水准快捷课程
作为一所非直通车制特选中学，南中提供考取新加坡剑桥普通教育证书（普通水准）会考文凭的四年制的快捷特别课程，并附带其标志性的文化通识和环球课室课程。
南侨中学的学生们均以两周制课程表上课，并附有为不同学术需求而设的辅助课程。和所有提供四年快捷特别课程的学府一样，南侨中学在中学二年级为学生进行学术分流。在一般情况下，南侨中学高年级各有九个班级（即A至I），各包括两个为选修三科纯科学组合的学生而设的班级。

#### 学术科目
南侨中学提供的新加坡剑桥普通水准会考科目如下：
| 数理 | 语文                                                                        | 人文                                                   | 艺术与美学                                     |
| --- | --------------------------------------------------------------------------- | ------------------------------------------------------ | ---------------------------------------------- |
| - 高级数学* - 数学* - 物理（SPA） - 化学（SPA）* - 生物（SPA） - 科学（混合）                                                                                         | - 英文* - 英文文学 - 快捷华文* ^ - 高级华文 - 华文文学 - 马来文（特别课程） | - 地理 - 历史 - 混合人文（社会学与历史特选/地理特选）* | - 美术 - 科技设计 - 高级美术 - 音乐 - 高级音乐 |
| 注意事项： 1. “ * ”为必修科目。 2. 所有新加坡学生必须选修一科母语，即以“ ^ ”标示。 3. “SPA”代表科目20百分比的会考成绩由校内实验考察组成。此项考试由新加坡考评局鉴定。 |                                                                             |                                                        |                                                |

### 特选旗舰课程
南中自2012年开始推出双文化旗舰课程，该课程由基础课程和顶峰课程组成。通过对东西文化的比较以及对异族文化的介绍，培养学生对学习东西文化的热忱，深入认识东西文化精髓，使其成为兼容并蓄的双语人才。基础课程从中一开始设置，包括中华文化概论和新加坡华人移民史，这些课程将通过学习之旅、专家讲座、文化营等多种方式研习。同时全校齐心协力营造双文化氛围，开办小作家培训班，邀请本地知名作家为学校设计特别课程。南中也加强了其海外浸濡计划，开设、拓展海外的学习基地。每一位学生因此都有机会到中国大陆、台湾浸濡，与当地的学府合作，结合当地人文景观，近距离感受中华文化的内涵和魅力。

### 生活教育课程
除了提供学术方面的旗舰课程，南中也为其学生提供了一系列的生活教育计划，包括终生学习课程（LLP），以及科学，技术，工程和数学应用学习课程（STEM ALP）。在终身学习计划（LLP）下，学生能通过戏剧，演讲，辩论，创意抒情作文学习等课程内容，加强自我表达，培育对美学的诠释，并学会包容文化的多样性。在科学，技术，工程和数学应用学习课程（STEM ALP）下，学生以Arduino微控制器探索健康科技。学生还学习科学的研究技能，深化他们对科学的掌握。

### 环球课室课程
南中具备其独特的国际进濡课程，使每一位学生都有机会参与学府资助的各个国际交流与学习活动，以加深他们对于学科的客观认识，以及通过海外社会服务加强他们的社会观。通过该计划，学生也有机会与海外的教育工作者、学科专家及友好学校的师生们进行互动。

## 课程辅助活动
南侨中学一共有28个课程辅助活动（英語：Co-Curricular Activity，CCA，简称课外活动），包括体育、制服团体、表演艺术以及社团。
| 体育                                                       | 制服团体                              | 表演艺术                                                                        | 社团                                                                | 视觉艺术与文化                                           | 其他       |
| ---------------------------------------------------------- | ------------------------------------- | ------------------------------------------------------------------------------- | ------------------------------------------------------------------- | -------------------------------------------------------- | ---------- |
| - 篮球 - 综合体育 - 乒乓球 - 武术 - 田径（副课外辅助活动） | - 学生军 - 学生警察 - 红十字会 - 童军 | - 华族舞蹈 - 华乐团 - 合唱团 - 中文戏剧 - 英文戏剧 - 现代舞蹈 - 弦乐团 - 管乐团 | - 多媒体及摄影 - 资讯科技 - 机械科技 - 图书馆 - 环保学会 - 英文辩论 | - 棋会（象棋/围棋） - 视觉艺术（陶瓷/美术与设计） - 书法 | 飞鹰领袖队 |

### 学生理事会
学生理事会成员可由其带花纹的领带辨认。学生理事会成员在理事会任职期间，负责确保各学校的活动以及日常事件的运作。学生理事在学校的大型活动也充当学校的大使。学生理事会扮演积极的角色的活动，包括中一迎新营、青年节庆祝活动以及教师节庆祝活动。

### 班任委员会
班任理事会由各班代表组成，除了维持班内秩序，也与学生理事会一同运作，作为学生与学校之间的桥梁。同时，班任理事会也积极参与班际活动的策划。

## 学校常年活动

### “璀璨南侨”嘉年华

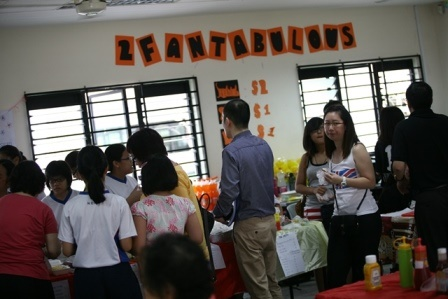
南侨的学生们在2012年“璀璨南侨”嘉年华中设立的饮料摊

“璀璨南侨”嘉年华是南中自2005年开始举办的年度公益活动。在活动中，南侨师生、家长会及校友会合力为公众带来食物、游戏和表演。所有收入均全数捐助华社自助理事会、社会关怀基金、新加坡癌症协会等社区慈善机构。

## 对外合作

### 三校联合运动会
自2013年，南侨中学，毅道中学和新民中学轮流举办年度联合运动会，为三校的运动员们提供展现体育才能的平台。联合运动会同时也通过趣味竞赛为三校的师生与家长们提供互动与交流的机会。

### 南侨中学-毅道中学科学科技研究课程
南侨中学-毅道中学科学科技研究课程为南侨中学、毅道中学与南洋理工学院为两校高中生联合开办的探索研究项目。此项目让两校具备相关潜质的学生有机会通过使用现代研究设备进行所兴趣的研究项目，进而掌握基本学术课程以外的研究知识。各个研究项目也会在南侨中学和毅道中学轮流主办的科学科技研讨会上展示，作为两校及其他学府师生进行学科交流的平台。

## 杰出校友
- 白振华：新加坡前国会议员（1988-2001年），新加坡白氏集团总裁，腾龙置地前总裁（1992-2005年）[56]
- 曾士生（英语：Chan Soo Sen）：新加坡前国会议员（1997-2011年）[57]
- 梁振雄博士：新加坡国立大学李光耀政策研究院社会实验室副主管[58]
- 韩金陵：Volex的产品周期管理经理；Tyco Electronics的前作业经理[59]
- 吴丽娟（英语：Goh Lay Kuan）：新加坡先驱舞蹈编导、艺术教育工作者；1995年新加坡文化奖得主；新加坡表演艺术学院共同创办人[60]
- 姚福发：JCS Group创始人兼总裁。[61][62]
- 林琬华医生：1984年总统奖学金得主，儿科专科医生[63][64]
- 李元瑾博士：南洋理工大学中文系创系主任；南洋理工大学中华语言文化中心特聘高级研究员、厦门大学兼任教授[65]
- 刘培芳女士：新加坡知名作家[66][67]代表作包括文学集《远去的硝烟》[68]

## 社会意义
南侨中学浴火重生的历史映衬了新加坡华校的发展兴衰，也见证了新加坡教育体制的变迁。新加坡的华校在1950年代的全盛期有349所，华校生6万7856人，占当时学生总数11万7286人的百分之57.9（其余为英校生）。
随着新加坡的发展需求，新加坡的教育体制转向以英语为主的教育体系，传统华校逐渐失宠。除了1979年实验性推行双语教育的九所“特选中学”之外，以华语为主要教学媒介的纯华校在1980年代走向没落。随着收生人数锐减，许多纯华校被迫放弃以华语教学，改为以英语教学；有的将管理权转交教育部，沦为政府学校，有的则如黄埔政府中学般难逃合并或关闭的命运（黄埔政府中学曾是新加坡的顶尖华校之一，于1994年关闭）。
南侨中学当年由先贤献地兴学，以及民间造福莘莘学子的精神而得以创办及发展，因此映射了华社民间办学的奉献精神。南侨中学于2000年面临关闭危机为新加坡华社兴校办学的转折点，影响了新加坡民办学校的发展方向。当时南侨中学的命运被视为新加坡民间办学命运的缩影。
南侨中学于2000年通过新加坡教育部的新管理模式，“弃地保校”搬迁至新镇的举措为新加坡全国首例。

## 图片展览

### 校园

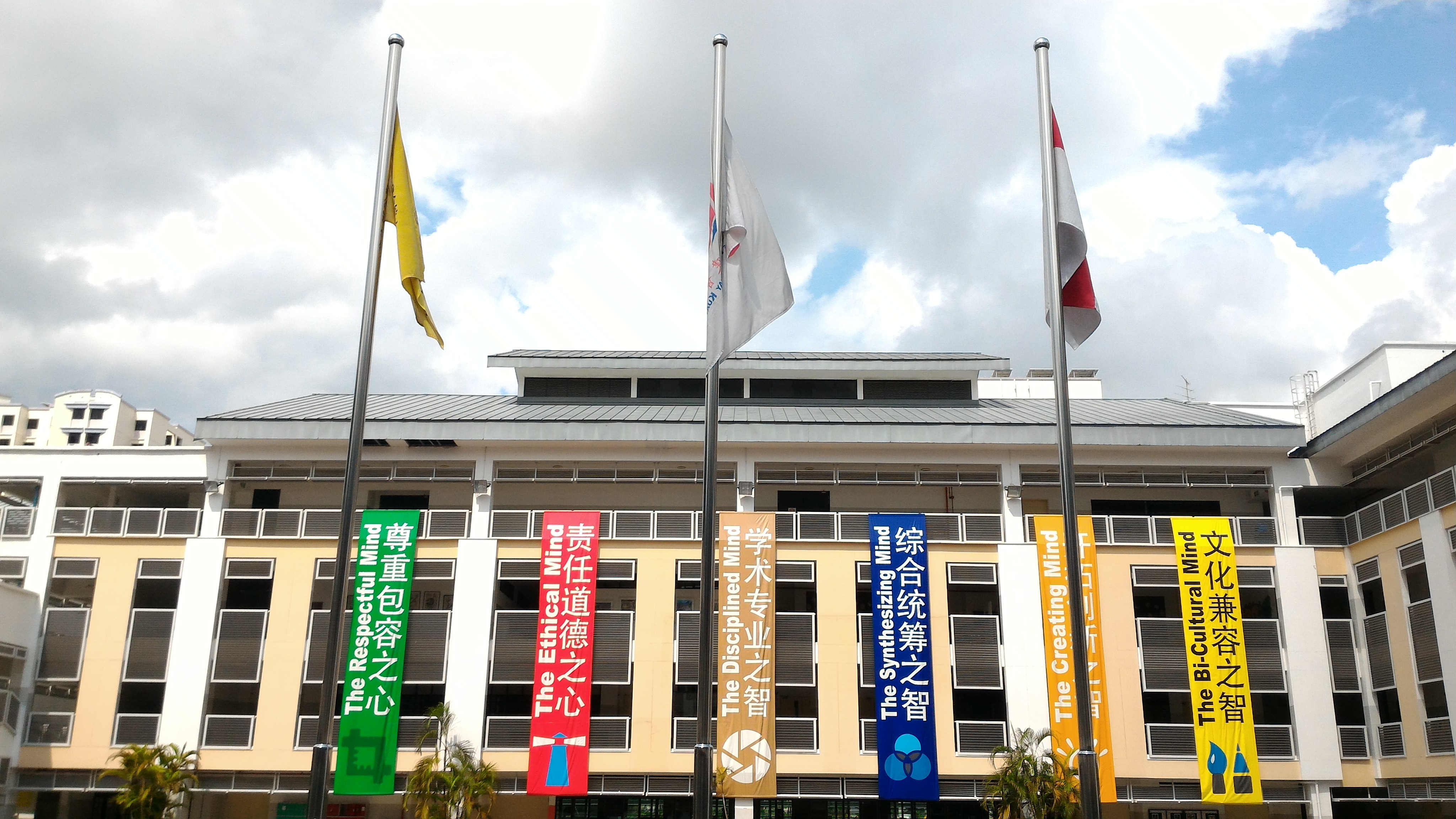
南侨中学的美育楼。
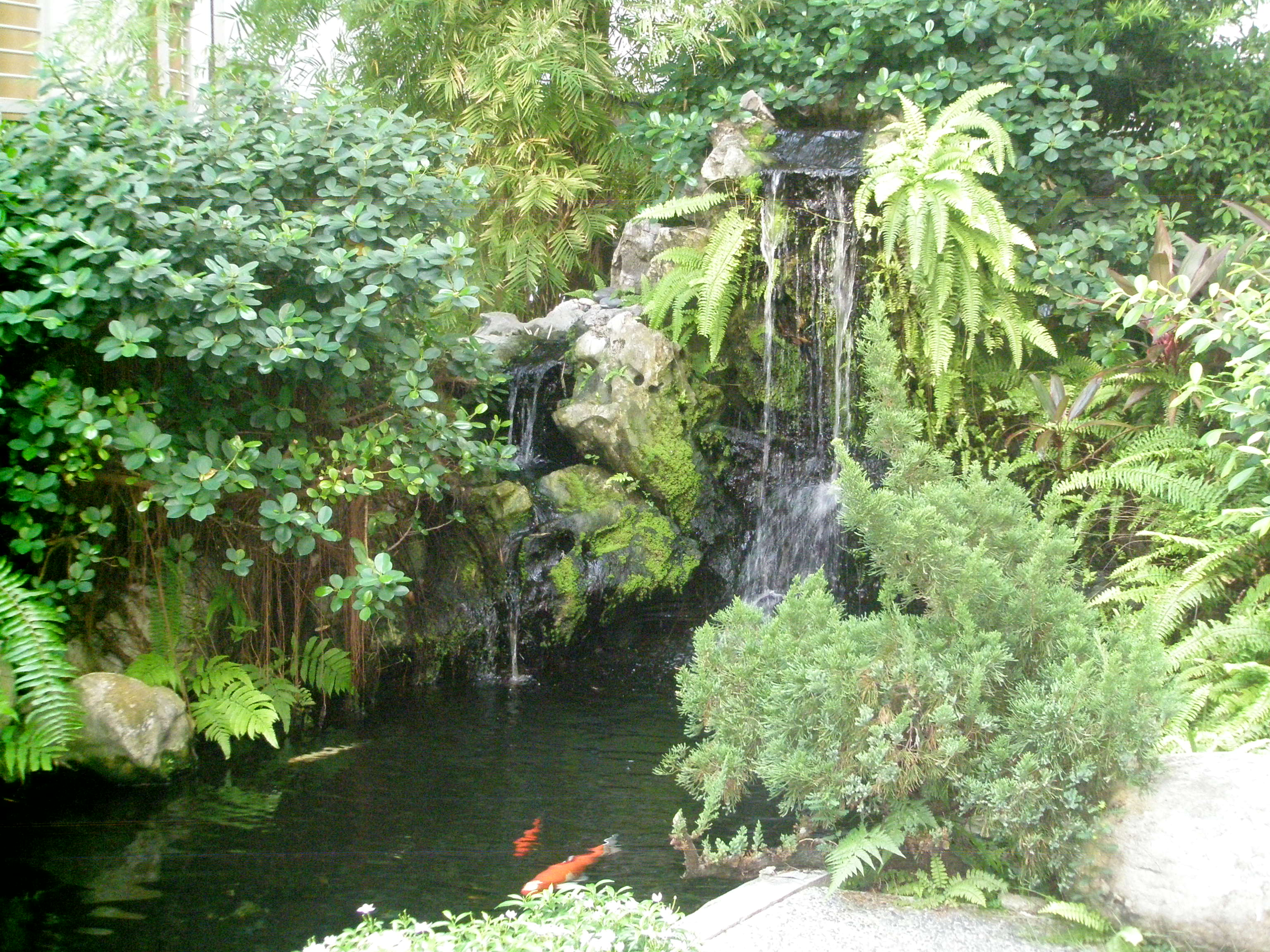
南侨中学的主花园。
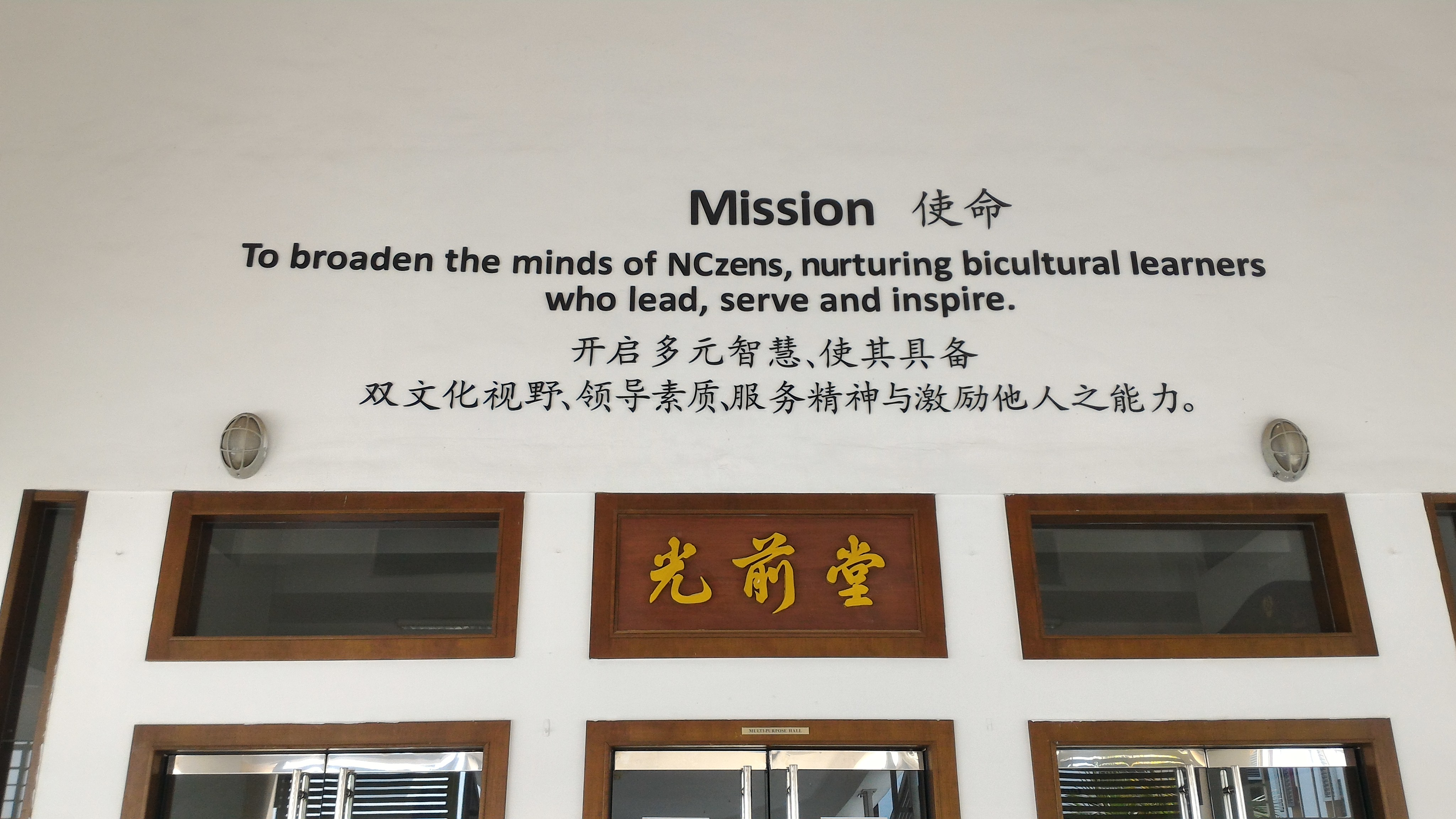
南侨中学光前堂正门。
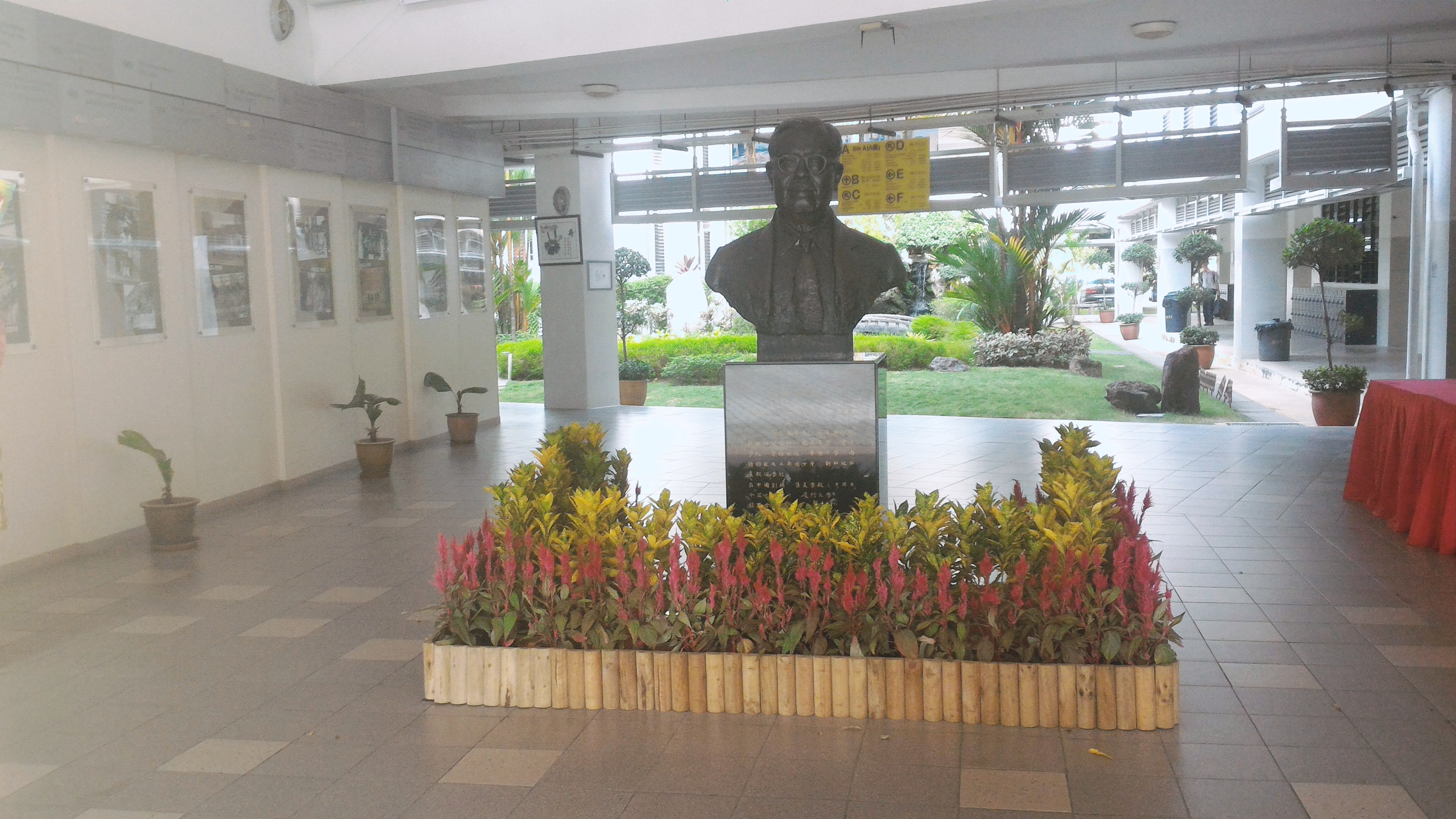
竖立于南侨中学前厅的陈嘉庚雕像。
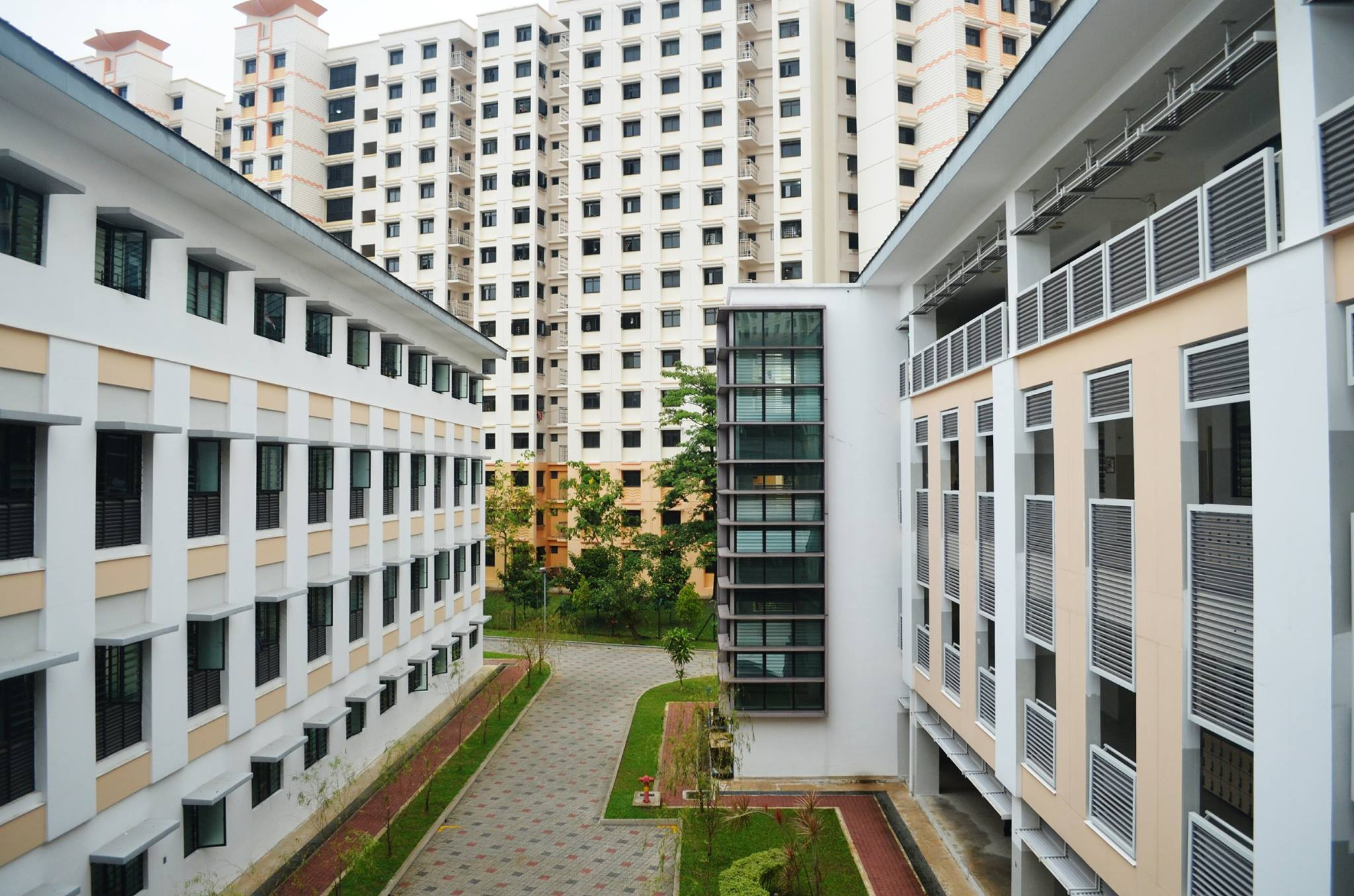
南侨中学的教学楼。
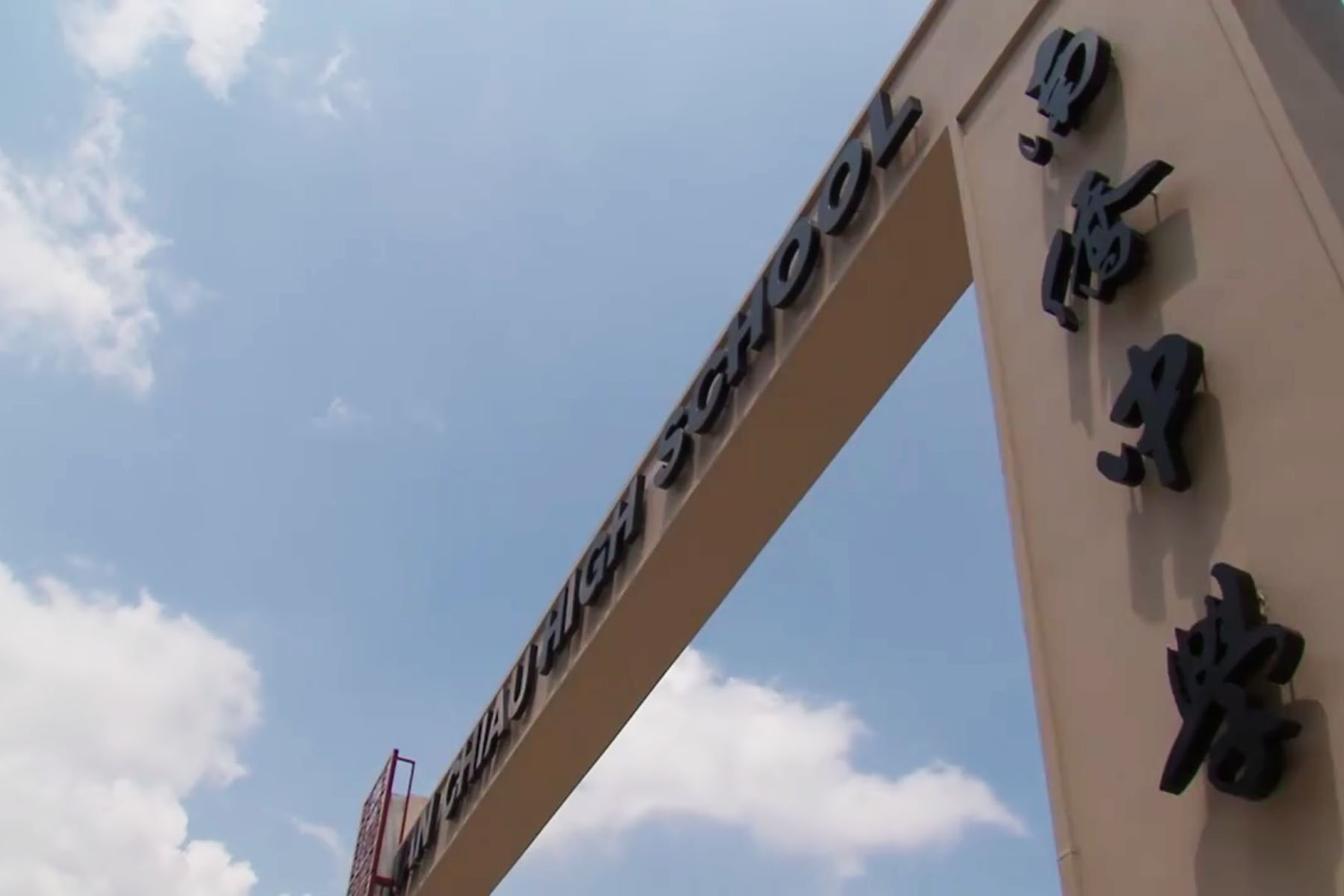
南中正门牌匾

### 校园活动

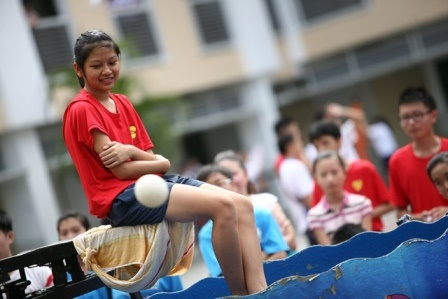
2012年"璀璨南侨"嘉年华中的游戏活动。
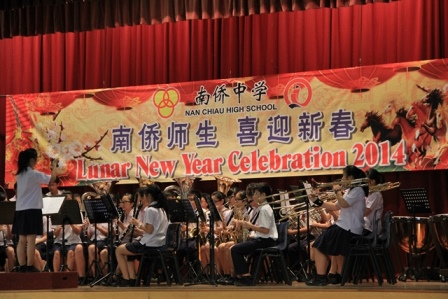
南侨中学华乐团在2014年迎新春活动上呈现表演。
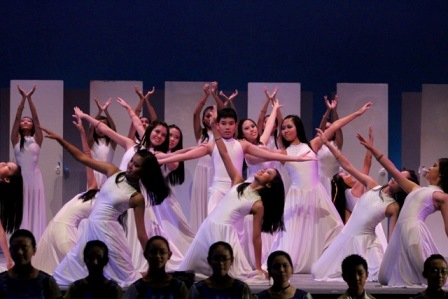
南侨中学现代舞蹈团于2012年该校首场公共演出《园·融》中展现优美舞姿。
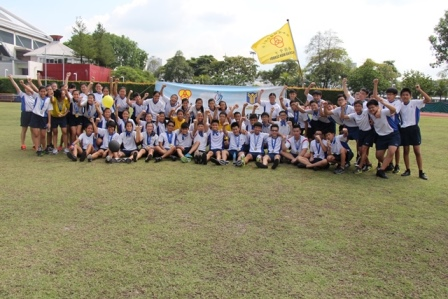
南侨师生于2013三校联合运动会上的合影。
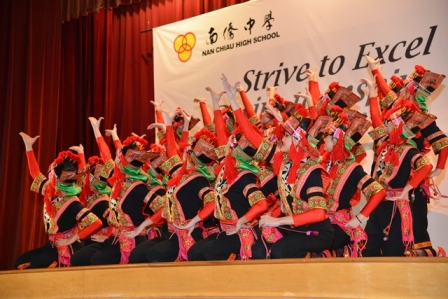
南侨中学华族舞蹈于南侨中学67周年校庆典礼上呈现表演。
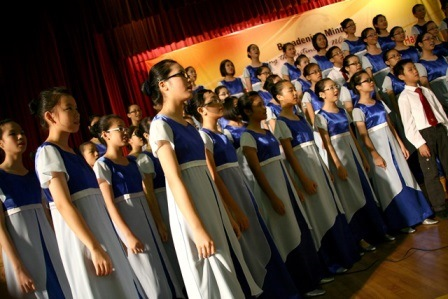
南侨中学合唱团于2012年"璀璨南侨"嘉年华中呈现表演。
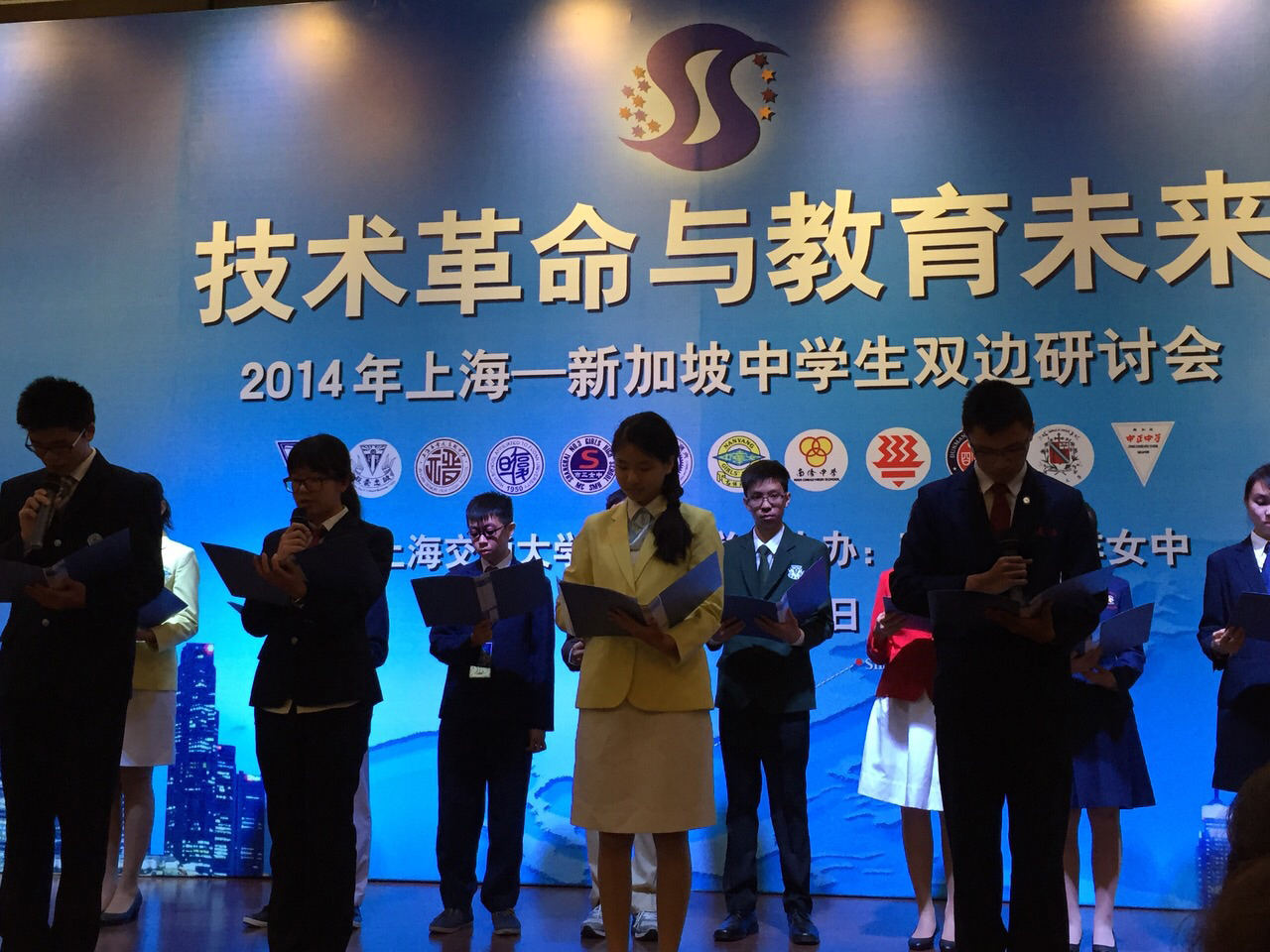
图为南侨中学学生领袖与新加坡特选中学代表团参加2014年在上海交通大学附属中学举行的上海-新加坡中学生双边研讨会。